# Joséphine Pagnier
Joséphine Pagnier (Chaux-Neuve, Franco Condado; 4 de junio de 2002) es una deportista francesa que compite en salto de esquí. Tuvo su primera aparición olímpica en los Juegos Olímpicos de Invierno Pekín 2022.

## Carrera
En 2016, Pagnier saltó por encima de los 100 metros por primera vez en su carrera, durante un evento júnior en Fichtelbergschanzen (Alemania). En ese momento tenía 14 años. Ganó las dos pruebas de la Copa Continental de Salto de Esquí de la FIS de 2016-17 en Notodden (Noruega). Debutó en la Copa del Mundo de Saltos de Esquí de la FIS en 2017 en Hinterzarten (Alemania).
Formó parte del equipo francés que ganó la prueba por equipos femenina en los Campeonatos del Mundo de Esquí Nórdico Júnior de 2018. Pagnier ganó los Campeonatos Nacionales de Salto de Esquí de Francia en 2019 y 2020. Fue promovida al equipo sénior francés antes de la temporada 2019-20, siendo la única saltadora añadida al equipo sénior esa temporada.
En los Juegos Olímpicos de la Juventud de Lausana 2020, Pagnier ganó una plata en la prueba individual femenina y una medalla de bronce en la prueba de equipo mixto. También compitió en la parte de salto de esquí de la prueba combinada nórdica de equipo mixto, en la que Francia terminó en cuarto lugar.
En los Campeonatos del Mundo de Esquí Nórdico Júnior de 2021, Pagnier quedó segunda en la prueba individual femenina. En los Campeonatos del Mundo de Esquí Nórdico de la FIS de 2021, Pagnier quedó 16.ª en la prueba individual femenina. Ganó una prueba de la Copa FIS de verano de 2021-22 en Gérardmer (Francia), y quedó tercera en otra. Quedó cuarta en una prueba de la Copa del Mundo de Salto de Esquí de la FIS de 2021-22 en Willingen (Alemania), y sexta en otra prueba en la misma sede.
Pagnier se clasificó para competir en la prueba de colina normal en los Juegos Olímpicos de Invierno Pekín 2022. Unos días antes de los Juegos, terminó cuarta en una prueba de la Copa del Mundo. En los Juegos, Pagnier terminó séptima en la primera ronda, y acabó undécima tras la segunda y última ronda. No pudo competir en la prueba de equipo mixto en los Juegos, ya que había muy pocos atletas franceses con los que competir. Después de los Juegos, Pagnier fue descrita como el futuro del salto de esquí francés.
Pagnier terminó tercera en una prueba de colina normal en la reunión de la Copa del Mundo de Salto de Esquí FIS 2021-22 en Aigner-Schanze (Austria).

## Vida personal
Natural de la villa de Chaux-Neuve, reside en la región francesa de Franco Condado, la misma en la que nació. Es entrenada por su padre, Joël.